# オヴィラプトロサウルス類
オヴィラプトロサウルス類（Oviraptorosauria）もしくはオヴィラプトル類は、羽盗類に属する恐竜の一群である。

## 概要
中生代白亜紀のローラシア大陸に生息した恐竜の分類群。代表種のオヴィラプトルを始め歯のない短いくちばしを持つ奇妙な獣脚類である。一部の種で羽毛の化石が発見されており羽毛のある恐竜のグループの一つである。テリジノサウルス類と近縁とする説もある。

## 特徴
獣脚類の中でも際立って特異な頭骨を持つ。短くインコのようなくちばし状の口器・ヒクイドリのような骨質のとさかである。事実白亜紀の地層から発見されたオウム目の最古の化石と思われた化石は、実はオヴィラプトルの仲間だったということもあった。しかし初期の種ではくちばしを持たずに短い歯を持つ場合があり、またとさかについてもある種とない種がある。
尾はほとんどの種において短いが、扇形の尾羽をもった種がいたことは確認されている。腕は長く発達しており強力な筋肉がついていた。
基本的には体長2m未満の小型恐竜であったが、ギガントラプトル は約8m、1,2tに達した。

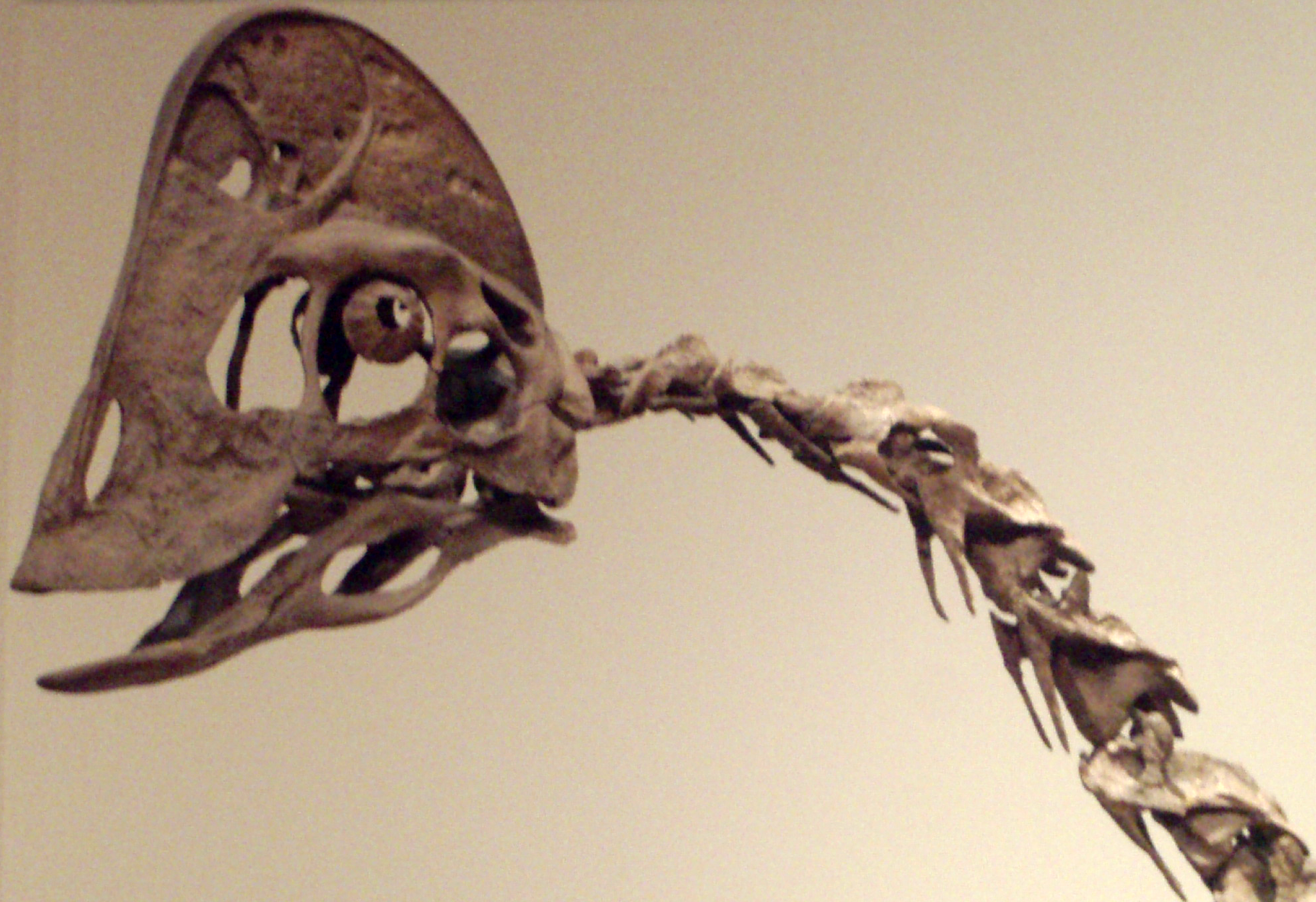
アンズーの頭骨

### 羽毛
カウディプテリクスやプロターケオプテリクスでは羽毛を持った痕跡が確認されている。主に腕と尾の先端で見られるが、風切羽ではなかったため飛翔能力はなかったとみられ、求愛行動・体温調節に使われたとの説が一般的である。

### 食性
はっきりとした食性については未だ解っていないが、恐らくは雑食性であったものと思われる。
オヴィラプトルの胴体の化石からは小さなトカゲの骨、キチパチの巣からはトロオドン科の幼体の頭骨が発見され、これらが肉を食べていた事を示すが、カウディプテリクスなどからは胃石が発見され植物食であった証拠となっている。
オヴィラプトル下目の恐竜は強力な顎の筋肉を持ち、またそのくちばし状の口器から種子食であったとの見方も非常に強い。貝食であったとの説もあるが証拠はまだ見つかっていない。
上記の推測は概ね当てはまっているとされ、実際オウムやカメとの比較研究からも、オヴィラプトロサウルス類が卵、果実、硬い種子などを食べる事が可能だった事が示されている
インキシヴォサウルスにおいてはその歯の形状から植物食であったとの見方が強い。

## 分類
テリジノサウルス類と共にオヴィラプトル形類を構成する。後期の属の、頬骨が細いことや歯を失っていることなど、鳥類と共通する形態を根拠に、このグループ全体が鳥類に近縁であるとの説も提唱されたこともある。一方、2002年に発掘されたインキシヴォサウルスなど初期の属は、歯を持ち、頬骨の幅も広いことから、このグループ全体が鳥類とは近縁だとは言い難いという見解もある。
- オヴィラプトロサウルス類 Oviraptorosauria
  - インキシヴォサウルス
  - プロターケオプテリクス
  - アウィミムス科 Avimimidae
    - アヴィミムス Avimimus

  - カウディプテリクス科 Caudipteridae
    - カウディプテリクス Caudipteryx
    - シミリカウディプテリクス Similicaudipteryx

  - カエナグナトゥス上科 Caenagnathoidea
    - ハグリプス Hagryphus
    - カエナグナトゥス科 Caenagnathidae
      - ミクロヴェナトル Microvenator
      - ギガントラプトル Gigantoraptor
      - カエナグナタシア Caenagnathasia
      - キロステノテス Chirostenotes
      - アンズー Anzu
      - エルミサウルス
      -  ?ノミンギア Nomingia

    - オヴィラプトル科 Oviraptoridae
      - シシンギア Shixinggia
      - インゲニア亜科 Ingeniinae
        - コンコラプトル
        - ヘユアンニアHeyuannia
        - アジャンキンゲニア
        - カーン Khaan

      - オヴィラプトル亜科 Oviraptorinae
        - キチパチ Citipati
        - ネメグトマイアNemegtomaia
        - オヴィラプトル Oviraptor
        - リンチェニア